# Ptilotula
Ptilotula — рід горобцеподібних птахів родини медолюбових (Meliphagidae). Представники цього роду мешкають в сухих тропічних лісах і рідколіссях Австралії і Папуа Нової Гвінеї.

## Опис
Представники роду Ptilotula — медники середнього розміру, середня довжина яких становить 13-18,5 см, а вага 9-27 г. Характерною ознакою, спільною для усіх представників цього роду, є світле обличчя з чорною проксимальною смугою і жовтими або білими дистальними перами з боків шиї.

## Види
Виділяють шість видів:
- Медник тропічний (Ptilotula flavescens)
- Медник східний (Ptilotula fusca)
- Медник сіроголовий (Ptilotula keartlandi)
- Медник малійський (Ptilotula plumula)
- Медник смугастоволий (Ptilotula ornata)
- Медник блідий (Ptilotula penicillata)

## Систематика і таксономія
До недавнього часу представників роду Ptilotula відносили до роду Медник (Lichenostomus). Вони виділялися у окрему кладу всередині роду і демонстрували схожість в морфології і середовищах проживання. За результатами молекулярно-генетичного дослідження, яке було опубліковане у 2011 році і показало поліфілітичність роду Lichenostomus, вони були переведені до відновленого роду Ptilotula.
Рід Ptilotula був вперше запропонований австралійським орнітологом Грегорі Метьюсом у 1912 році. До 1912 року більшість медолюбових відносили до родів Медолюб (Meliphaga) або Медопійник (Melithreptus). Він спробував вирішити цю проблему, помістивши 14 видів у рід Ptilotis, початково запропонований Джоном Гульдом, однак Метьюс визнав, що таким чином рід вийшов поліфілітичним. Він виправив це, розділивши Ptilotis на кілька родів і помістивши блідого медника (P. penicillata) і тропічного медника (P. flavescens) в рід Ptilotula. Однак, при укладанні Другого офіційного списку птахів Австралії, Королівський австралійський орнітологічний союз (RAOU) відкинув філогенетичне трактування Метьюса, оскільки не погоджувався зі створення такої великої кількості нових родів. Метюс пішов на компроміс, дозволивши цим видам залишитися в роді Медолюб (Meliphaga) і визначив Ptilotula як підрід.
В подальших працях Метьюс продовжив визначати Ptilotula як рід, а не як підрід. У додачу до двох видів, перерахованих вище, він включив до цього роду також сіроголового медника (P. keartlandi) і смугастоволого медника (P. ornata). Тим не менш, інші систематики продовжили слідувати за стандартною класифікацією RAOU і відносили всі ці види до Meliphaga.
У 1975 році австралійський орнітолог Річард Шодде стверджував, що критерії, що використовувалися до визначення приналежності до роду Meliphaga, були занадто широкими і що при послідновному їх дотриманні більше половини видів медолюбових можна було би віднести до цього роду. Він розділив Meliphaga на три роди, помістивши кладу Ptilotula в рід Медник (Lichenostomus). Розвиток молекулярного аналізу і подальші генетичні дослідження підтвердили оцінку Шодде, однак, хоч вони і визачили Ptilotula як окрему кладу, ранні дослідження не могли надати достатньо доказів щодо виділення її у окремий рід. До 2010-х років нові методи ясно показали, що рід Медник (Lichenostomus) був поліфілітичним і вимагав перегляду.
У 2011 році Ньярі і Джозеф нарешті змогли показати, що клада Ptilotula заслуговує на підвищення до статусу роду. Їх оцінка підтвердила еволюційну спорідненість, запропоновану Метьюсом у 1913 році, хоча і з включенням східного медника (P. fusca), якого він помістив до монотипового роду Paraptilotis. Їх дослідження також показало, що три інших види з роду Lichenostomus, різнобарвний медник (G. versicolor), мангровий медник (G. fasciogularis) і жовтокрилий медник (G. virescens) також можуть бути віднесені до роду Ptilotula через близьку спорідненість. Ці три види мають більші розміри (16-24 см) і всі вони мають чорну смугу, що іде від дзьоба через очі до шиї, відсутню у членів комплексу Ptilotula. З цієї причини систематики вирішили не відносити їх до роду 'Ptilotula, а натомість помістили їх у відновлений рід Gavicalis.

## Еволюційна історія
Представники роду Ptilotula походять від невідомого предка, що населяв сухі тропічні ліси в Центральній Австралії. Волтер Боулс описав скам'янілу кістку ноги, знайдену в Ріверлі, Квінсленд, що належала досі неназваному плітоценовому виду, і яка схожа на великогомілкову кістку членів комплексу Lichenostomus-Meliphaga complex. За ромірами вона більше за все схожа на кістку P. keartlandi і P. plumulus, двох близькоспоріднених сестринських видів, поширених в цьому регіоні. З кінця міоцену до початку пліоцену в цій місцевості були поширені сухі ліси. Схожіть з сучасними видами вказує на те, що цей викопний птах був предком P. keartlandi і P. plumulus.